# Regionální zastupitelstvo Sardinie
Regionální zastupitelstvo Sardinie (italsky Consiglio Regionale della Sardegna) je legislativním orgánem ostrovního autonomního regionu Sardinie v jižní Itálii. Do roku 2013 mělo 80 členů, poté se počet snížil na 60. Poprvé bylo zvoleno roku 1949.

## Regionální vláda
Od roku 2019:
| Portfej        | Člen rady          | Strana    | Kompetence                    |
| -------------- | ------------------ | --------- | ----------------------------- |
| Guvernér       | Christian Solinas  | PSd’Az    | –                             |
| Viceguvernérka | Alessandra Zedda   | FI        | práce a sociální věci         |
| Ministryně     | Valeria Satta      | Liga      | reforma regionu               |
| Ministryně     | Gabriella Murgia   | nezávislá | zemědělství                   |
| Ministr        | Giuseppe Fasolino  | FI        | finance                       |
| Ministr        | Quirico Sanna      | PSd’Az    | místní orgány a urbanistika   |
| Ministr        | Gianni Lampis      | FdI       | životní prostředí             |
| Ministr        | Giovanni Chessa    | PSd’Az    | turismus, řemesla a obchod    |
| Ministr        | Aldo Salaris       | RS        | veřejné práce                 |
| Ministryně     | Andrea Biancareddu | UDC       | školství, kultura a sport     |
| Ministr        | Giorgio Todde      | Liga      | doprava                       |
| Ministr        | Mario Nieddu       | Liga      | zdravotnictví a sociální péče |
| Ministryně     | Anita Pili         | IV        | průmysl                       |

## Složení
Zastupitelstvo Sardinie se v současnosti skládá z následujících skupin:
| Strana | Strana                                                       | Ideologie                | Mandáty | Pozice  |
| ------ | ------------------------------------------------------------ | ------------------------ | ------- | ------- |
|        | Sardinská strana akce                                        | Regionalismus            | 11/60   | Vláda   |
|        | Liga severu                                                  | Pravicový populismus     | 7/60    | Vláda   |
|        | Demokratická strana                                          | Sociální demokracie      | 7/60    | Opozice |
|        | Unie středu–Sardinie ve středu                               | Centrismus               | 6/60    | Vláda   |
|        | Progresivní oblast                                           | Progresivismus           | 5/60    | Opozice |
|        | Svobodní a rovní–Článek jedna–Possibile–Solidární demokracie | Demokratický socialismus | 5/60    | Opozice |
|        | Hnutí pěti hvězd                                             | Levicový populismus      | 4/60    | Opozice |
|        | Forza Italia                                                 | Liberální konzervatismus | 4/60    | Vláda   |
|        | Bratři Itálie                                                | Národní konzervatismus   | 3/60    | Vláda   |
|        | Smíšená skupina                                              |                          | 8/60    | Vláda   |